# Henry Smith Pritchett
Henry Smith Pritchett (Fayette (Missouri), 16 avril 1857-Santa Barbara (Californie), 28 août 1939) est un astronome et éducateur américain.

## Biographie
Fils de l'astronome Carr Waller Pritchett, Sr., il fait ses études au Pritchett College à Glasgow (Missouri) et obtient en 1875 son Baccalauréat universitaire ès lettres.
Formé par Asaph Hall à l'Observatoire naval des États-Unis, il devient astronome-assistant (1876-1879). En 1880, il est nommé à l'Observatoire Morrison dont son père est directeur. En 1882, il voyage en Nouvelle-Zélande pour observer le transit de Vénus. À son retour, il devient professeur de mathématiques et d'astronomie et est nommé directeur de l'université Washington de Saint-Louis. En 1890, il voyage en Allemagne et y obtient un doctorat de l'université Louis-et-Maximilien de Munich (1894). De 1897 à 1900, il travaille à la U.S. National Geodetic Survey.
Président du Massachusetts Institute of Technology (1900-1906) puis de la Fondation Carnegie pour la promotion de l'enseignement (1906-1930), il crée en 1918 avec Andrew Carnegie, la TIAA-CREF et participe très activement à la Fondation Carnegie pour la paix internationale et, comme fiduciaire à la Carnegie Institution de Washington.

## Œuvres
- Ephemeris of the Satellites of Mars for the Opposition of 1881, 1881
- Distribution of Standard Time Signals from the Observatory of Washington University, 1882
- A Hand List for the Student of Astronomy, 1885
- The Red Spot on Jupiter, 1887
- A Formula for Predicting the Population of the United States, 1891
- Results of Double Star Observations Made with the Equatorial of the Morrison Observatory, 1897
- Shall Engineering Belong to the Liberal Professions, 1903
- A General View of the Proposed Plan for Co-operation in Technical Education Between Harvard University and the Massachusetts Institute of Technology, 1905
- What is religion ? and other student questions, 1906
- The Twentieth Century Type of Education, 1909
- Andrew Carnegie : an anniversary address delivered before the Carnegie institute of technology, 1915
- Democracy and Medical Education, 1915
- A Comprehensive Plan of Insurance and Annuities for College Teachers, 1916
- The Relations of Christian Denominations to Colleges, 1923
- The Place of Industrial and Technical Training in Popular Education, 1923
- The Proposed Child Labor Amendment, 1924
- A Teachers Bonus Bill, 1924
- Observations in Egypt, Palestine, and Greece, 1926
- Honolulu the Peacemaker, 1928
- Athletics : An Element in the Evolution of the American University, 1929
- The Social Philosophy of Pensions, 1930
- What's Wrong with Congress ?, 1935

## Hommages
Un salon du deuxième étage du Walker Memorial du campus du MIT (en), ainsi que l'île Pritchett dans l'archipel François-Joseph ont été nommés en son honneur.